# La morisma

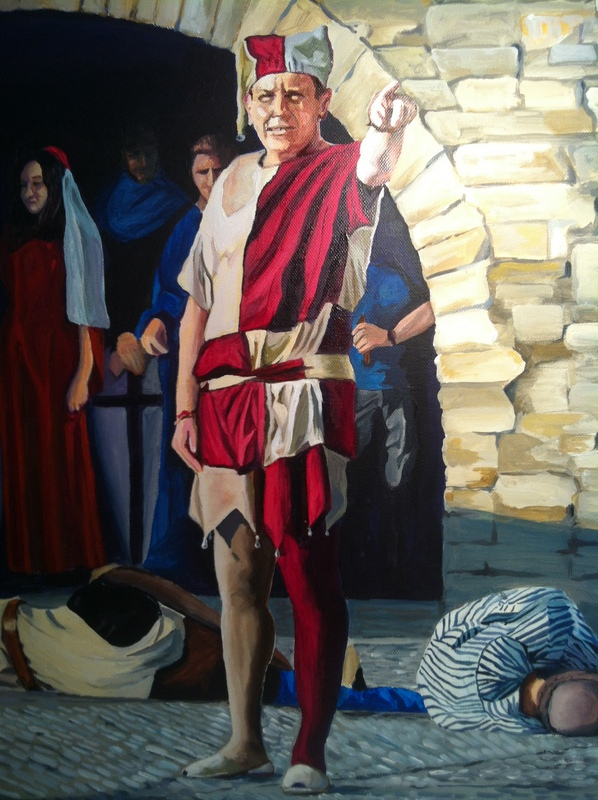
Escena de La Morisma: -"Muy dura fue la batalla/ muy cruenta la contienda/ muchos moros fueron muertos/ muchos muertos en la arena".

La Morisma es una obra de teatro de origen popular que tradicionalmente se ha representado en Aínsa el día de la Exaltación de la Santa Cruz. Su origen se halla en el dance aragonés. En el siglo XVII las Cortes primero y la Corona después, subvencionaron este teatro público. Se representó anualmente con continuidad hasta la segunda década del siglo XX, y desde 1973 se representa con carácter bienal, sobre el texto recopilado en 1930 por Luis Mur, profesor de instituto y el maestro nacional Francisco Peñuelas.
En ella se conmemora la legendaria victoria en el año 724 de las tropas cristianas, capitaneadas por Garcí Ximénez, sobre las tropas musulmanas. La leyenda atribuye la victoria a la aparición de la Cruz, símbolo del cristianismo, sobre una carrasca. Es el mito del origen de Sobrarbe -sobre árbol- y la imagen del primer cuartel en el Escudo de Aragón.
Toda la representación se desarrolla en la actualidad en la Plaza Mayor de Aínsa, dentro de lo que fue declarado Conjunto Histórico-Artístico en 1965. Aparecen personajes que representan a las comunidades musulmana y cristiana así como papeles fantásticos: El Pecado, El Diablo, La Muerte. Al comienzo tiene un diálogo entre dos niños, uno grande moro y otro pequeño cristiano, que representan las necesidades infantiles frente a las disputas políticas y de religión que se avecinan. La calidad del texto en romance y la interpretación de los personajes, habitantes de la localidad que mantienen sus papeles durante años o generaciones, motivados por una tradición antigua, son los valores más importantes de esta Fiesta.
Desde 2014 se realiza la representación en horario nocturno, lo que destaca su carácter de función teatral.
En 1998 fue declarada Fiesta de Interés Turístico de Aragón.